# Nin-hedu
Nin-hedu (sum. nin.ḫé.du7) – mezopotamska królowa, małżonka Nammahani, władcy sumeryjskiego miasta-państwa Lagasz. Jej ojcem był Ur-Bau, jeden z wcześniejszych władców Lagasz, a siostrami Enanepada (kapłanka boga księżyca Nanny w Ur) i Nin-alla (małżonka Gudei, jednego z poprzedników Nammahani). W trakcie prac wykopaliskowych w Girsu odnaleziono dwa przedmioty z umieszczonymi na nich jej inskrypcjami wotywnymi: alabastrową płytkę i kamienny posążek.